# Лугаль-Анне-Мунд
Лугаль-Анне-Мунд — найвизначніший правитель (лугаль) шумерського міста Адаб. Його правління припадало приблизно на кінець XXVI або початок XXV століття до н. е.

## Правління
За часи свого правління зумів встановити контроль над усім Нижнім Межиріччям і назавжди втратити його. Окрім того, він підкорив своїй владі території від Середземного моря до Загроських гір південно-західного Ірану.
Також Лугаль-Анне-Мунду збудував в Адабі храм з назвою Енамзу, присвячений верховному божеству міста, богині-матері Нінту.